# Mellera briartii
Mellera briartii är en akantusväxtart som beskrevs av Wildem. och Th. Dur.. Mellera briartii ingår i släktet Mellera och familjen akantusväxter. Inga underarter finns listade i Catalogue of Life.